# スコットランドPFA年間最優秀選手賞
スコットランドPFA年間最優秀選手賞 (すこっとらんどPFAねんかんさいゆうしゅうせんしゅしょう、Scottish PFA Players' Player of the Year) は、SPFA (Scottish Professional Footballers' Association、スコットランドプロサッカー選手協会) のメンバーの投票によって決定される賞。現役選手の投票によって決定されることから、しばしばスコットランドでプレーするサッカー選手に与えられる賞で最も重要なものと位置づけられる。

## 歴代受賞者
| 年   | 選手名                                             | 所属クラブ                                         |
| ---- | -------------------------------------------------- | -------------------------------------------------- |
| 1978 | デレク・ジョンストン                               | レンジャーズFC                                     |
| 1979 | ポール・ヘガティ                                   | ダンディー・ユナイテッド                           |
| 1980 | デイビー・プロヴァン                               | セルティックFC                                     |
| 1981 | マーク・マギー                                     | アバディーンFC                                     |
| 1982 | サンディ・クラーク                                 | エアードリオニアンズFC                             |
| 1983 | チャーリー・ニコラス                               | セルティックFC                                     |
| 1984 | ウィリー・ミラー                                   | アバディーンFC                                     |
| 1985 | ジム・ダフィー                                     | グリーノック・モートンFC                           |
| 1986 | リチャード・ゴフ                                   | ダンディー・ユナイテッド                           |
| 1987 | ブライアン・マクレアー                             | セルティックFC                                     |
| 1988 | ポール・マクステイ                                 | セルティックFC                                     |
| 1989 | テオ・スネルデルス                                 | アバディーンFC                                     |
| 1990 | ジム・ベティ                                       | アバディーンFC                                     |
| 1991 | ポール・エリオット                                 | セルティックFC                                     |
| 1992 | アリー・マッコイスト                               | レンジャーズFC                                     |
| 1993 | アンディー・ゴラム                                 | レンジャーズFC                                     |
| 1994 | マーク・ヘイトリー                                 | レンジャーズFC                                     |
| 1995 | ブライアン・ラウドルップ                           | レンジャーズFC                                     |
| 1996 | ポール・ガスコイン                                 | レンジャーズFC                                     |
| 1997 | パオロ・ディ・カーニオ                             | セルティックFC                                     |
| 1998 | ジャッキー・マクナマラ                             | セルティックFC                                     |
| 1999 | ヘンリク・ラーション                               | セルティックFC                                     |
| 2000 | マーク・ヴィドゥカ                                 | セルティックFC                                     |
| 2001 | ヘンリク・ラーション                               | セルティックFC                                     |
| 2002 | ロレンツォ・アモルーゾ                             | レンジャーズFC                                     |
| 2003 | バリー・ファーガソン                               | レンジャーズFC                                     |
| 2004 | クリス・サットン                                   | セルティックFC                                     |
| 2005 | フェルナンド・リックセン ジョン・ハートソン        | レンジャーズFC セルティックFC                      |
| 2006 | ショーン・マロニー                                 | セルティックFC                                     |
| 2007 | 中村俊輔                                           | セルティックFC                                     |
| 2008 | エイダン・マクギーディ                             | セルティックFC                                     |
| 2009 | スコット・ブラウン                                 | セルティックFC                                     |
| 2010 | スティーヴン・デイヴィス                           | レンジャーズFC                                     |
| 2011 | エミリオ・イサギレ                                 | セルティックFC                                     |
| 2012 | チャールズ・マルグルー                             | セルティックFC                                     |
| 2013 | マイケル・ヒグドン                                 | マザーウェルFC                                     |
| 2014 | クリス・コモンズ                                   | セルティックFC                                     |
| 2015 | ステファン・ヨハンセン                             | セルティックFC                                     |
| 2016 | リー・グリフィス                                   | セルティックFC                                     |
| 2017 | スコット・シンクレア                               | セルティックFC                                     |
| 2018 | スコット・ブラウン                                 | セルティックFC                                     |
| 2019 | ジェームズ・フォレスト                             | セルティックFC                                     |
| 2020 | 新型コロナウイルス感染症の世界的流行により授与なし | 新型コロナウイルス感染症の世界的流行により授与なし |
| 2021 | ジェームズ・タヴァーニアー                         | レンジャーズFC                                     |
| 2022 | カラム・マグレガー                                 | セルティックFC                                     |
| 2023 | 古橋亨梧                                           | セルティックFC                                     |